# Постановки Государственного театра юного зрителя Латвийской ССР
Список театральных постановок (премьер) Государственного театра юного зрителя Латвийской ССР.

## 1940—1945
В первые годы существования в театре была только одна, латышская труппа. Начиная с 1946 года и до закрытия в театре работают две труппы — латышская и русская.
- 1941 — «Золотой ключик» (латыш. "Zelta atslēdziņa") Алексея Толстого — (реж. Стемпс А.; сцен. Винклерс А.)
- 1941 — «Голубое и розовое» (латыш. "Gaišzilais un sārtais") Александры Бруштейн — (реж. Балтайсвилкс Р.; сцен. Винклерс А.)
- 1941 — «Как закалялась сталь» (латыш. "Kā rūdījās tērauds") по одноимённому роману Николая Островского — (реж. Виестуре Э.; сцен. Винклерс А.)
- 1945 — «Воронёнок» (латыш. "Krauklītis") Райниса — (реж. Праудиньш Б. и Бормане О.; сцен. Трейлонс Е.)
- 1945 — «Юность отцов» (латыш. "Tēvu jaunība") Бориса Горбатова — (реж. Бормане О.; сцен. Микельсонс Р.)
- 1945 — «Свет» (латыш. "Gaisma") Фрициса Рокпелниса — (реж. Праудиньш Б.; сцен. Микельсонс Р.)
- 1945 — «Морской охотник» (латыш. "Jūras mednieks") Николая Чуковского — (реж. Лиепа И.; сцен. Оситис А.)

## 1946—1949

### латышская труппа
- 1946 — «За чем пойдёшь, то и найдёшь» (латыш. "Ko meklē, to atrod") Александра Островского — (реж. Праудиньш Б.; сцен. Микельсонс Р.)
- 1946 — «Сказка» (латыш. "Pasaka") Михаила Светлова — (реж. Бормане О.; сцен. Герцмарк Л.)
- 1946 — «Кошкин дом» (латыш. "Kaķu nams") Самуила Маршака — (реж. Мишке Е.; сцен. Герцмарк Л.)
- 1946 — «Мещане» (латыш. "Sīkpilsoņi") Максима Горького — (реж. Праудиньш Б. и Вавере А.; сцен. Эглитис А.)
- 1946 — «Сын полка» (латыш. "Pulka dēls") по повести Валентина Катаева — (реж. Праудиньш Б. и Вавере А.; сцен. Микельсонс Р.)
- 1947 — «Особое задание» (латыш. "Sevišķais uzdevums") Сергея Михалкова — (реж. Бормане О.; сцен. Герцмарк Л.)
- 1947 — «Принцесса Гундега и король Брусубарда» (латыш. "Princese Gundega un karalis Brusubārda") Анны Бригадере — (реж. Праудиньш Б. и Вавере А.; сцен. Микельсонс Р.)
- 1947 — «Грач — птица весенняя» (латыш. "Strazds - pavasara putns") Сергея Мстиславского — (реж. Праудиньш Б. и Вавере А.; сцен. Герцмарк Л.)
- 1948 — «В начале мая» (латыш. "Maija sākumā") Валентины Любимовой — (реж. Бормане О.; сцен. Микельсонс Р.)
- 1948 — «Счастливый медведь» (латыш. "Laimes lācis") Андрея Упита — (реж. Праудиньш Б.; сцен. Микельсонс Р.)
- 1948 — «Я хочу домой» (латыш. "Es gribu tikt mājās") Сергея Михалкова — (реж. Праудиньш Б. и Бормане О.; сцен. Герцмарк Л.)
- 1949 — «Майя и Пайя» (латыш. "Maija un Paija") Анны Бригадере — (реж. Праудиньш Б. и Вавере А.; сцен. Микельсонс Р.)
- 1949 — «Скупой» (латыш. "Skopulis") Мольера — (реж. Вавере А.; сцен. Микельсонс Р.)
- 1949 — «В двадцать лет» (латыш. "Divdesmit gados") Я. Рагозинского-Николаенко — (реж. Бормане О.; сцен. Герцмарк Л.)
- 1949 — «Хижина дяди Тома» (латыш. "Krusttēva Toma būda") Александры Бруштейн — (реж. Праудиньш Б., Вавере и А.Бормане О.; сцен. Микельсонс Р.)

### русская труппа
- 1946 — «Старые друзья» Леонида Малюгина — (реж. Праудиньш Б.; сцен. Павлович Г.)
- 1946 — «Снежная королева» Евгения Шварца — (реж. Беляков Н.; сцен. Микельсонс Р.)
- 1947 — «Слуга двух господ» Карло Гольдони — (реж. Лейманис А.; сцен. Вилкс Г.)
- 1947 — «Молодая гвардия» по роману Александра Фадеева — (реж. Беляков Н.; сцен. Микельсонс Р.)
- 1947 — «Доходное место» Александра Островского — (реж. Лейманис А.; сцен. Герцмарк Л.)
- 1947 — «Младшая сестра» Игната Назарова — (реж. Бормане О.; сцен. Кадикис Р. и Страздиньш П.)
- 1947 — «Красный галстук» Сергея Михалкова — (реж. Беляков Н.; сцен. Микельсонс Р.)
- 1947 — «Встреча с юностью» Алексея Арбузова — (реж. Праудиньш Б.; сцен. Микельсонс Р.)
- 1948 — «Правда хорошо, а счастье лучше» Александра Островского — (реж. Праудиньш Б.; сцен. Микельсонс Р.)
- 1948 — «Снежок» Валентины Любимовой — (реж. Беляков Н.; сцен. Герцмарк Л.)
- 1948 — «РВС» Аркадия Гайдара — (реж. Хаскина Б.; сцен. Герцмарк Л.)
- 1948 — «Коварство и любовь» Фридриха Шиллера — (реж. Беляков Н.; сцен. Микельсонс Р.)
- 1948 — «Накануне» по роману Ивана Тургенева — (реж. Праудиньш Б.; сцен. Герцмарк Л.)
- 1949 — «Красная шапочка» Евгения Шварца — (реж. Беляков Н.; сцен. Микельсонс Р.)
- 1949 — «Два капитана» Вениамина Каверина — (реж. Беляков Н.; сцен. Герцмарк Л.)
- 1949 — «Сказки Пушкина» Бориса Зона — (реж. Гороховская Н.; сцен. Герцмарк Л.)
- 1949 — «Вей, ветерок!» Яна Райниса — (реж. Праудиньш Б.; сцен. Микельсонс Р.)
- 1949 — «Воробьёвы горы» Алексея Симукова — (реж. Бормане О.; сцен. Микельсонс Р.)
- 1949 — «Слава» Виктора Гусева — (реж. Праудиньш Б.; сцен. Герцмарк Л.)

## 1950—1959

### латышская труппа
- 1950 — «Как это могло произойти» (латыш. "Kā tas varēja notikt") М Салнайи — (реж. Праудиньш Б.; сцен. Герцмарк Л.)
- 1950 — «Трудовой хлеб» (латыш. "Darba maize") Александра Островского — (реж. Вавере А.; сцен. Осмоловский А.)
- 1950 — «Аттестат зрелости» (латыш. "Gatavības apliecība") Лии Гераскиной — (реж. Праудиньш Б. и Вавере А.; сцен. Герцмарк Л.)
- 1950 — «Снежная королева» (латыш. "Sniega karaliene") Евгения Шварца — (реж. Праудиньш Б.; сцен. Микельсонс Р.)
- 1950 — «Принцесса Гундега и король Брусубарда» (латыш. "Princese Gundega un karalis Brusubārda") Анны Бригадере — (реж. Праудиньш Б. и Вавере А.; сцен. Микельсонс Р.)
- 1951 — «В гору» (латыш. "Pret kalnu") Анны Саксе — (реж. Праудиньш Б. и Вавере А.; сцен. Осмоловский А.)
- 1951 — «Город мастеров» (латыш. "Meistaru pilsēta") Тамары Габбе — (реж. Вавере А.; сцен. Микельсонс Р.)
- 1951 — «Её друзья» (латыш. "Viņas draugi") Виктора Розова — (реж. Вавере А.; сцен. Осмоловский А.)
- 1951 — «Честь семьи» (латыш. "Ģimenes gods") Гусейна Мухтарова — (реж. Праудиньш Б.; сцен. Микельсонс Р.)
- 1951 — «Мальчик из Марселя» (латыш. "Zēns no Marseļas") Цезаря Солодаря — (реж. Вавере А.; сцен. Осмоловский А.)
- 1952 — «Жар-птица» (латыш. "Ugunsputns") Леона Паэгле — (реж. Праудиньш Б. и Вавере А.; сцен. Микельсонс Р.)
- 1952 — «Романтики» (латыш. "Romantiķi") Эсфирь Цюрупы — (реж. Вавере А.; сцен. Микельсонс Р.)
- 1952 — «Ксения» (латыш. "Ksenija") Арсия Волкова — (реж. Валодиня Т.; сцен. Микельсонс Р.)
- 1952 — «Репка» (латыш. "Rācenis") Павла Маляревского — (реж. Вавере А.; сцен. Грубертс Х.)
- 1952 — «Королевство кривых зеркал» (латыш. "Greizo spoguļu karaļvalsts") Виталия Губарева — (реж. Праудиньш Б.; сцен. Вилкин А.)
- 1953 — «Снежок» (латыш. "Sniedziņš") Валентины Любимовой — (реж. Баболиня Т.; сцен. Путо Х.)
- 1953 — «Алёша Пешков» (латыш. "Aļoša Peškovs") Ольги Форш — (реж. Праудиньш Б.; сцен. Осмоловский А.)
- 1953 — «Бедность не порок» (латыш. "Nabadzība nav netikums") А. Н. Островского — (реж. Кренбергс И.; сцен. Осмоловский А.)
- 1953 — «Волынщик из Стракониц» (латыш. "Strakoņicu dūdnieks") Тыл Й. — (реж. Баболиня Т.; сцен. Путо Х.)
- 1953 — «Медведь счастья» (латыш. "Laimes lācis") Андрея Упита — (реж. Праудиньш Б., Баболиня Т.; сцен. Путо Х.)
- 1954 — «Страница жизни» (латыш. "Dzīves lappuse") Виктора Розова — (реж. Вавере А.; сцен. Китаев М.)
- 1954 — «Заветные слова»[1] (латыш. "Lolotie vardi") Владимира Богаченкова — (реж. Баболиня Т.; сцен. Путо Х.)
- 1954 — «Смех и слёзы» (латыш. "Smiekli un asaras") Сергея Михалкова — (реж. Хомский П.; сцен. Китаев М.)
- 1954 — «У опасной черты» (латыш. "Uz bīstamās robežas") Валентины Любимовой — (реж. Баболиня Т.; сцен. Путо Х.)
- 1954 — «Это случилось в Валмиере» (латыш. "Tas notika Valmierā") Саулескалнс В.[2] и Виганте В. — (реж. Праудиньш Б.; сцен. Путо Х.)
- 1955 — «Иван да Марья» (латыш. "Ivans un Marja") Владимира Гольдфельда — (реж. Мартынов А.; сцен. Осмоловский А., Козловский Л.)
- 1955 — «Наташин дневник» (латыш. "Natašas dienasgrāmata") Исайи Кузнецова и Авенира Зака — (реж. Луцис П.; сцен. Путо Х.)
- 1955 — «Встреча с юностью» (латыш. "Tikšanās ar jaunību") Алексея Арбузова — (реж. Баболиня Т.; сцен. Путо Х.)
- 1955 — «Три толстяка» (латыш. "Trīs resnvēderi") Юрия Олеши — (реж. Хомский П., Баболиня Т.; сцен. Китаев М.)
- 1955 — «Гимназисты» (латыш. "Ģimnāzisti") Константина Тренёва — (реж. Баболиня Т.; сцен. Путо Х.)
- 1956 — «Золотой конь» (латыш. "Zelta zirgs") Райниса — (реж. Праудиньш Б.; сцен. Путо Х.)
- 1956 — «Приключения Димки» (латыш. "Dimkas pedzīvojumi") Вадима Коростылёва — (реж. Хомский П.; сцен. Китаев М.)
- 1956 — «В добрый час» (латыш. "Laimīgu ceļu") Виктора Розова — (реж. Баболиня Т.; сцен. Путо Х.)
- 1956 — «Тени на дороге» (латыш. "Ēnas uz ceļa") О.Анджаны — (реж. Луцис П., Баболиня Т.; сцен. Путо Х.)
- 1956 — «Город мастеров» (латыш. "Meistaru pilsēta") Тамары Габбе — (реж. Баболиня Т.; сцен. Путо Х.)
- 1957 — «Эмиль и берлинские мальчики» (латыш. "Emīls un Berlīnes zēni") Эриха Кестнера — (реж. Хомский П., Шенховс П.; сцен. Путо Х.)
- 1957 — «Паук и Шмаук» (латыш. "Pauks un Šmauks") Энид Блайтон — (реж. Сингаевская В.; сцен. Старасте М.)
- 1957 — «Поросль» (латыш. "Jaunaudze") Казиса Бинкиса — (реж. Луцис П.; сцен. Пиладзис Р.)
- 1957 — «В поисках радости» (латыш. "Prieku meklējot") Виктора Розова — (реж. Хомский П., Вавере А.; сцен. Китаев М.)
- 1958 — «Золотой конь» (латыш. "Zelta zirgs") Райниса — (реж. Праудиньш Б.; сцен. Путо Х.)
- 1958 — «Республика Вороньей улицы» (латыш. "Vārnu ielas republika") Яниса Гризиня — (реж. Креслиньш О.; сцен. Шенховс П., Путо Х.)
- 1958 — «Сомбреро» (латыш. "Sombrēro") Михалкова Сергея — (реж. Кренбергс И.; сцен. Китаев М.)
- 1958 — «Когда пылает сердце» (латыш. "Kad liesmo sirds") Яниса Анерауда — (реж. Луцис П.; сцен. Путо Х.)
- 1959 — «Как в романе» (латыш. "Kā romānā") Эдмона Ростана — (реж. Лейманис А.; сцен. Путо Х.)
- 1959 — «Снежная королева» (латыш. "Sniega karaliene") Евгения Шварца — (реж. Хомский П.; сцен. Китаев М.)
- 1959 — «Ноль за поведение» (латыш. "Nulle uzvedībā") Стоянеску и Саввы — (реж. Кренбергс И.; сцен. Путо Х.)
- 1959 — «И так и этак, всё ничего» (латыш. "Šis un tas itnekas") Яниса Акуратера — (реж. Кренбергс И.; сцен. Путо Х.)

### русская труппа
- 1950 — «Страна чудес» Юзефа Принцева и Юрия Хочинского — (реж. Этингоф Н.; сцен. Микельсонс Р.)
- 1950 — «Два веронца» Уильяма Шекспира — (реж. Этингоф Н.; сцен. Микельсонс Р.)
- 1950 — «Её друзья» Виктора Розова — (реж. Этингоф Н.; сцен. Осмоловский А.)
- 1950 — «Студент третьего курса» А. Бороздина и А. Давидсона — (реж. Праудиньш Б.; сцен. Осмоловский А.)
- 1951 — «Иван-да-марья» В. Гольдфельда — (реж. Хомский П.; сцен. Осмоловский А.)
- 1951 — «Малышок» Иосифа Ликстанова — (реж. Праудиньш Б.; сцен. Осмоловский А.)
- 1951 — «Звезда мира» Цезаря Солодаря — (реж. Этингоф Н.; сцен. Осмоловский А.)
- 1951 — «Правда о его отце» М. Калиновского и Л. Березина — (реж. Праудиньш Б.; сцен. Микельсонс Р.)
- 1952 — «Женитьба» Николая Гоголя — (реж. Хомский П.; сцен. Осмоловский А.)
- 1952 — «Дорога свободы» Говарда Фаста — (реж. Хомский П.; сцен. Осмоловский А.)
- 1952 — «Побег» Дмитрия Щеглова — (реж. Праудиньш Б.; сцен. Осмоловский А.)
- 1952 — «Репка» Павла Маляревского — (реж. Праудиньш Б.; сцен. Грубертс Х. и Козловский Л.)
- 1952 — «Королевство Кривых Зеркал» Виталия Губарева и А. Успенского — (реж. Хомский П.; сцен. Вилкин А.)
- 1953 — «Отверженные» по одноимённому роману Виктора Гюго — (реж. Хомский П.; сцен. Осмоловский А.)
- 1953 — «Скупой» Мольера — (реж. Хомский П.; сцен. Путо Х.)
- 1953 — «Твоё личное дело» Е. Успенской и Л.Ошанина — (реж. Праудиньш Б. и Баболиня Т.; сцен. Осмоловский А.)
- 1953 — «Волынщик из Стракониц» Йозефа Тыла — (реж. Херцберга Т.; сцен. Путо Х.)
- 1953 — «Как закалялась сталь» Николая Островского — (реж. Хомский П.; сцен. Афанасьева Т.)
- 1954 — «Крошка Доррит» Александры Бруштейн по одноимённому роману Чарльза Диккенса — (реж. Хомский П.; сцен. Китаев М.)
- 1954 — «Злой дух» Рудольфа Блауманиса — (реж. Праудиньш Б.; сцен. Путо Х.)
- 1954 — «Страницы жизни» Виктора Розова — (реж. Праудиньш Б.; сцен. Китаев М.)
- 1954 — «Шутники» Александра Островского — (реж. Баболиня Т.; сцен. Китаев М.)
- 1954 — «У опасной черты» Валентины Любимовой — (реж. Хомский П.; сцен. Путо Х.)
- 1955 — «Три толстяка» Юрия Олеши — (реж. Хомский П.; сцен. Китаев М.)
- 1955 — «Ученик дьявола» Бернард Шоу — (реж. Хомский П.; сцен. Китаев М.)
- 1955 — «Машенька» Александра Афиногенова — (реж. Цисер И.; сцен. Китаев М.)
- 1955 — «В добрый час!» Виктора Розова — (реж. Хомский П.; сцен. Путо Х.)
- 1955 — «Ромео и Джульетта» Шекспира — (реж. Хомский П.; сцен. Китаев М.)
- 1956 — «Приключения Димки» Вадима Коростылёва — (реж. Рево Г.; сцен. Китаев М.)
- 1956 — «Мёртвые души» Николая Гоголя — (реж. Хомский П.; сцен. Афанасьева Т.)
- 1956 — «В доме господина Драгомиреску» Хория Ловинеску — (реж. Максимилиан И. и Флориан К.; сцен. Китаев М.)
- 1956 — «Взрослые дети» Авенира Зака и Исая Кузнецова — (реж. Хомский П.; сцен. Китаев М.)
- 1957 — «Остров сокровищ» по роману Роберта Стивенсона — (реж. Хомский П.; сцен. Китаев М.)
- 1957 — «Деревья умирают стоя» Алехандро Касоны — (реж. Лейманис А.; сцен. Китаев М.)
- 1957 — «Юность отцов» Бориса Горбатого — (реж. Хомский П. и Баболиня Т.; сцен. Китаев М.)
- 1957 — «Эмиль и берлинские мальчишки» Эриха Кестнера — (реж. Хомский П.; сцен. Путо Х.)
- 1957 — «В поисках радости» Виктора Розова — (реж. Хомский П.; сцен. Китаев М.)
- 1958 — «Я тебя найду» Е. Успенской и Л.Ошанина — (реж. Хомский П.; сцен. Китаев М.)
- 1958 — «Отверженные» Виктора Гюго — (реж. Хомский П.; сцен. Путо Х.)
- 1958 — «Сомбреро» Сергея Михалкова — (реж. Пярн М.; сцен. Китаев М.)
- 1958 — «Новый костюм» М. Львовского — (реж. Хомский П.; сцен. Китаев М.)
- 1958 — «Подмосковные вечера» Авенира Зака и Исая Кузнецова — (реж. Хомский П.; сцен. Китаев М.)
- 1959 — «Копьё чёрного принца» Л. Прозоровского и П.Хомского — (реж. Маланкин В.; сцен. Китаев М.)
- 1959 — «На улице Уитмена» Мэксин Вуд[англ.] — (реж. Маланкин В.; сцен. Китаев М.)
- 1959 — «Друг мой Колька» Александра Хмелика — (реж. Маланкин В.; сцен. Китаев М.)
- 1959 — «Чёртова мельница» Исидора Штока по пьесе Яна Дрды — (реж. Хомский П.; сцен. Шенхов П.)

## 1960—1969

### латышская труппа
- 1960 — «Отверженные» (латыш. "Nožēlojamie") Виктора Гюго — (реж. Кренбергс И.; сцен. Путо Х., Берзиньш Х.)
- 1960 — «Кукла Надя» (латыш. "Lelle Nelle") Вадима Коростылёва — (реж. Кренбергс И.; сцен. Китаев М.)
- 1960 — «Неравный бой» (латыш. "Nevienādā cīņa") Виктора Розова — (реж. Вавере А.; сцен. Китаев М.)
- 1960 — «Ребята с нашего двора» (латыш. "Mūsu sētas bērni") Зенты Эргле — (реж. Лиепиньш Э., Аболиньш Т.; сцен. Берзиньш Х.)
- 1960 — «Том Сойер» (латыш. "Toms Sojers") Марка Твена — (реж. Кренбергс И.; сцен. Китаев М.)
- 1961 — «Униженные и оскорблённые» (латыш. "Pazemotie un apvainotie") по роману Ф. М. Достоевского — (реж. Вавере А.; сцен. Китаев М.)
- 1961 — «Бывшие мальчики» (латыш. "Bijušie zēni") Нины Ивантер — (реж. Кренбергс И.; сцен. Берзиньш Х.)
- 1961 — «Космический гость» (латыш. "Kosmiskais Romka") Бориса Рабкина — (реж. Лининьш А.; сцен. Антоне И.)
- 1961 — «Принцесса Гундега и король Брусубарда» (латыш. "Princese Gundega un karalis Brusubārda") Анны Бригадере — (реж. Яунушана А.; сцен. Рожлапа Д.)
- 1961 — «Троянский конь» (латыш. "Trojas zirgs") Гунара Приеде — (реж. Кренбергс И.; сцен. Рожлапа Д.)
- 1962 — «Все это не так просто» (латыш. "Tas nav tik vienkārši") Георгия Шмелёва — (реж. Лининьш А.; сцен. Рожлапа Д.)
- 1962 — «Внуки Колумба» (латыш. "Kolumba mazdēli") Зигмунда Скуиня — (реж. Кренбергс И.; сцен. Китаев М.)
- 1962 — «Сказка о девочке-неудаче» (латыш. "Pasaka par meiteni Neveiksmi") Евгения Гвоздёва — (реж. Секирин И., Аболиньш Т.; сцен. Рожлапа Д.)
- 1963 — «Перед ужином» (латыш. "Pirms vakariņām") Виктора Розова — (реж. Стрейч Я.; сцен. Китаев М.)
- 1963 — «Белоснежка и семь гномов» (латыш. "Sniegbaltīte un septiņi rūķīši") Олега Табакова и Льва Устинова — (реж. Кренбергс И.; сцен. Рожлапа Д.)
- 1963 — «Спридитис» (латыш. "Sprīdītis") Анны Бригадере — (реж. Сингаевска В.; сцен. Рожлапа Д.)
- 1963 — «Ноль за поведение» (латыш. "Nulle uzvedībā") Стоянеску и Саввы — (реж. Кренбергс И.; сцен. Балодис А.)
- 1963 — «Самая счастливая» (латыш. "Vislaimīgākā") Ларисы Исаровой — (реж. Кренбергс И.; сцен. Китаев М.)
- 1964 — «Судьба барабанщика» (латыш. "Bundzinieka liktenis") Аркадия Гайдара — (реж. Лининьш А.; сцен. Рожлапа Д.)
- 1964 — «Ореховый мостик» (латыш. "Lazdu laipa") Илзе Индране — (реж. Креслиньш О.; сцен. Рожлапа Д.)
- 1964 — «Малыши» (латыш. "Mazuļi") Леонида Малюгина — (работа студентов академии Витола; сцен. Рожлапа Д.)
- 1964 — «Оловянные кольца» (латыш. "Alvas gredzeni") Тамары Габбе — (реж. Лининьш А.; сцен. Китаев М.)
- 1964 — «Lasīja Bebre» (латыш. "Lasīja Bebre") Гунара Приеде — (реж. Хомский П.; сцен. Рожлапа Д.)
- 1964 — «Толя—Володя» (латыш. "Gaiša dienas laikā") Геннадия Мамлина — (реж. Цепуритис А.; сцен. Китаев М.)
- 1965 — «Индулис и Ария» (латыш. "Indulis un Ārija") Райниса — (реж. Креслиньш О.; сцен. Рожлапа Д.)
- 1965 — «Гусиное перо» (латыш. "Zoss spalva") Семёна Лунгина и Ильи Нусинова — (реж. Шапиро А.; сцен. Китаев М.)
- 1965 — «Мальчишки с улицы Пала» (латыш. "Pāvilielas zēni") Ференц Мольнара — (реж. Баумане Л.; сцен. Китаев М.)
- 1965 — «Девушка с волосами цвета льна» (латыш. "Meitene ar linu krāsas matiem") Яниса Лусиса — (реж. Бебришс Я.; сцен. Рожлапа Д.)
- 1965 — «Приключения Буратино» (латыш. "Buratīno piedzīvojumi") Алексея Толстого — (реж. Шейко Н.; сцен. Рожлапа Д.)
- 1966 — «Тартюф» (латыш. "Tartifs") Мольера — (реж. Зариньш Я.; сцен. Рожлапа Д.)
- 1966 — (в Мадлиене) «Тринадцатая» (латыш. "Trīspadsmitā") Гунара Приеде — (реж. Приеде Г.; сцен. Рожлапа Д.)
- 1966 — «Легенда об Уленшпигеле» (латыш. "Leģenda par Pūcesspieģeli") по роману Шарля де Костера — (реж. Хомский П.; сцен. Китаев М.)
- 1966 — «Убийцы и свидетели» (латыш. "Slepkavas un liecinieki") Якова Волчека — (реж. Шапиро А.; сцен. Рожлапа Д.)
- 1967 — «Винни-Пух и его друзья» (латыш. "Lācītis Pūks un viņa draugi") Алана Милна — (реж. Баумане Л.; сцен. Китаев М.)
- 1967 — «Майя и Пайя» (латыш. "Maija un Paija") Анны Бригадере — (реж. Кренбергс И.; сцен. Трей В.)
- 1967 — «Последние» (латыш. "Pēdējie") М. Горького — (реж. Шапиро А.; сцен. Китаев М.)
- 1967 — «Замок охотника» (латыш. "Medību pils") Хария Гулбиса — (реж. Гейкинс А.; сцен. Рожлапа Д.)
- 1968 — «Малыш и Карлсон, который живёт на крыше» (латыш. "Brālītis un Karlsons, kas dzīvo uz jumta") Астрид Линдгрен — (реж. Баумане Л.; сцен. Рожлапа Д.)
- 1968 — «Мамаша Кураж и её дети» (латыш. "Kuražas māte un viņas bērni") Бертольта Брехта — (реж. Шапиро А.; сцен. Китаев М.)
- 1968 — «Дистанция без финиша» (латыш. "Distance bez finiša") Трумена Капоте — (реж. Хомский П.; сцен. Рожлапа Д.)
- 1969 — «Хоро» (латыш. "Kāzas") Антона Страшимирова — (сцен. Китаев М.)
- 1969 — «Шурум Бурум» (латыш. "Šurumburums") — (реж. Сингаевская В.; сцен. Рожлапа Д.)

### русская труппа
- 1960 — «Кукла Надя» Вадима Коростылёва — (реж. Бирюков А.; сцен. Китаев М.)
- 1960 — «Неравный бой» Виктора Розова — (реж. Маланкин В.; сцен. Китаев М.)
- 1960 — «Дальняя дорога» Алексея Арбузова — (реж. Маланкин В.; сцен. Китаев М.)
- 1960 — «Том Сойер» по роману Марка Твена — (реж. Маланкин В.; сцен. Китаев М.)
- 1960 — «Дневник Анны Франк» Ф. Гудрича и А. Хакета — (реж. Хомский П.; сцен. Китаев М.)
- 1961 — «Мишка, Серёга и я» Ниссона Зелеранского и Бориса Ларина — (реж. Бирюков А.; сцен. Берзиньш Х.)
- 1961 — «Бывшие мальчики» Нины Ивантер — (реж. Маланкин В.; сцен. Берзиньш Х.)
- 1961 — «Третье желание» В.Блажека — (реж. Маланкин В.; сцен. Китаев М.)
- 1961 — «Космический гость» Бориса Рабкина — (реж. Жук В.; сцен. Антоне И. и Балодис А.)
- 1961 — «Волнолом» Юлиу Эдлиса — (реж. Маланкин В.; сцен. Китаев М.)
- 1962 — «Троянский конь» Гунара Приеде — (реж. Маланкин В.; сцен. Рожлапа Д.)
- 1962 — «Я сам» Дмитрия Щеглова — (реж. Праудиньш Б.; сцен. Китаев М.)
- 1962 — «Крышу для Матуфля» Ив Жамиака — (реж. Хомский П.; сцен. Китаев М.)
- 1962 — «Сказка о девочке-неудаче» Евгения Гвоздева — (реж. Секирин И.; сцен. Рожлапа Д.)
- 1962 — «Сотворившая чудо» Уильяма Гибсона — (реж. Хейфец Л.; сцен. Рожлапа Д. и Полищук Е.)
- 1962 — «Глеб Космачёв» Михаила Шатрова — (реж. Шапиро А.; сцен. Китаев М.)
- 1963 — «Белоснежка» по сказке братьев Гримм Льва Устинова и Олега Табакова — (реж. Кренберг И. и Титов К.; сцен. Рожлапа Д.)
- 1963 — «Перед ужином» Виктора Розова — (реж. Шапиро А.; сцен. Китаев М.)
- 1963 — «Поворот ключа» Милана Кундера — (реж. Шапиро А.; сцен. Паузер Е.)
- 1963 — «Не так всё просто» Г. Шмелёва — (реж. Лининьш А.; сцен. Рожлапа Д.)
- 1963 — «Красные дьяволята» Павла Бляхина — (реж. Шапиро А.; сцен. Китаев М.)
- 1964 — «Двадцать лет спустя» Михаила Светлова — (реж. Шапиро А.; сцен. Китаев М.)
- 1964 — «Толя, Володя» Геннадия Мамлина — (реж. Николаев Ю.; сцен. Китаев М.)
- 1964 — «104 страницы про любовь» Эдварда Радзинского — (реж. Шапиро А.; сцен. Рожлапа Д.)
- 1964 — «Оловянные кольца» Тамары Габбе — (реж. Горяев Р.; сцен. Китаев М.)
- 1964 — «Тень» Евгения Шварца — (реж. Шапиро А.; сцен. Азизян М.)
- 1965 — «На всякого мудреца довольно простоты» Александра Островского — (реж. Шейко Н.; сцен. Китаев М.)
- 1965 — «Гусиное перо» Семёна Лунгина — (реж. Шейко Н.; сцен. Китаев М.)
- 1965 — «Приключения Буратино» по сказке Алексея Толстого — (реж. Шейко Н.; сцен. Рожлапа Д.)
- 1965 — «Мой бедный Марат» Алексея Арбузова — (реж. Шапиро А.; сцен. Китаев М.)
- 1966 — «Пузырьки» Александра Хмелика — (реж. Шейко Н.; сцен. Рожлапа Д.)
- 1966 — «Они и мы» Натальи Долининой — (реж. Шапиро А.; сцен. Китаев М.)
- 1966 — «Варшавский набат» Вадима Коростылёва — (реж. Шейко Н.; сцен. Китаев М.)
- 1966 — «Убийцы и свидетели» Якова Волчека — (реж. Шапиро А.; сцен. Рожлапа Д.)
- 1967 — «Винни Пух и все-все-все» по произведениям Алана Милна — (реж. Шейко Н.; сцен. Китаев М.)
- 1967 — «Человек похожий на самого себя» Зиновия Паперного — (реж. Шапиро А.; сцен. Китаев М.)
- 1967 — «Безумный день, или Женитьба Фигаро» Бомарше — (реж. Шейко Н.; сцен. Рожлапа Д.)
- 1967 — «Первый день» Владимира Маяковского — (реж. Шапиро А.; сцен. Китаев М.)
- 1968 — «Синяя птица» Мориса Метерлинка — (реж. Левитин М.; сцен. Сельвинская Т.)
- 1968 — «Спотыкаясь о звёзды» Григория Скульского[3] — (реж. Дейч Ф.; сцен. Китаев М.)
- 1968 — «Малыш и Карлсон, который живёт на крыше» Астрид Линдгрен — (реж. Жук В.; сцен. Рожлапа Д.)
- 1968 — «Обыкновенная история» по роману Ивана Гончарова Виктора Розова — (реж. Шейко Н.; сцен. Китаев М.)
- 1968 — «Старые друзья» Леонида Малюгина — (реж. Шапиро А.; сцен. Китаев М.)
- 1969 — «Принц и нищий» по роману Марка Твена, Иманта Калниньша — (реж. Шейко Н.; сцен. Рожлапа Д.)
- 1969 — «С вечера до полудня» Виктора Розова — (реж. Шапиро А.; сцен. Китаев М.)

## 1970—1979

### латышская труппа
- 1970 — «Пеппи Длинныйчулок» (латыш. "Pepija Garzeķe") Астрид Линдгрен — (реж. Огнянова Ю.; сцен. Рожлапа Д.)
- 1970 — «Лейтенант Шмидт» (латыш. "Leitnants Šmits") — (реж. Баумане Л.; сцен. Китаев М.)
- 1970 — «Девочка и апрель» (латыш. "Meitene un aprīlis") Тамары Ян — (реж. Гейкинс А.; сцен. Рожлапа Д.)
- 1970 — «Зелёная птичка» (латыш. "Zaļais putniņš") Карло Гоцци — (реж. Шейко Н.; сцен. Рожлапа Д.)
- 1971 — «Воронёнок» (латыш. "Krauklītis") Райниса — (реж. Кимеле М.; сцен. Фрейбергс А.)
- 1971 — «Гроза» (латыш. "Negaiss") Александра Островского — (реж. Шапиро А.; сцен. Китаев М.)
- 1971 — «Винни-Пух и его друзья» (латыш. "Lācītis Pūks un viņa draugi") Алана Милна — (реж. Шейко Н.; сцен. Балодис А.)
- 1972 — «Играй, музыкант!» (латыш. "Spēlē, Spēlmani!") по произведениям Александра Чака — (реж. Петерсонс П.; сцен. Блумбергс И.)
- 1972 — «Костёр внизу у станции» (латыш. "Ugunskurs lejā pie stacijas") Гунара Приеде — (реж. Шапиро А.; сцен. Китаев М.)
- 1972 — «Дочь брадобрея» (латыш. "Bārddziņa meita") Ромуальда Гринблата — (реж. Баумане Л.; сцен. Фрейбергс А.)
- 1972 — «Я вижу солнце» (латыш. "Es redzu sauli") Нодара Думбадзе и Григория Лордкипанидзе — (реж. Абашидзе Т.; сцен. Герадзе Г.)
- 1973 — «Карлсон возвращается» (латыш. "Karlsons lido atkal") Астрид Линдгрен — (реж. Баумане Л.; сцен. Рожлапа Д.)
- 1973 — «В ожидании Айвара» (латыш. "Aivaru gaidot") Гунара Приеде — (реж. Шапиро А.; сцен. Китаев М.)
- 1974 — «Дети капитана Гранта» (латыш. "Kapteiņa Granta bērni") по роману Жюля Верна — (реж. Кимеле М.; сцен. Фрейбергс А.)
- 1974 — «Курземите» (латыш. "Kurzemīte") (курсовая работа студентов 3 курса консерватории)
- 1974 — «Я вас заставлю полюбить Райниса» (латыш. "Es jūs piespiedīšu mīlēt Raini") Гунара Приеде — (реж. Шапиро А.; сцен. Фрейбергс А.)
- 1975 — «Иванов» (латыш. "Ivanovs") А. П. Чехова — (реж. Шапиро А.; сцен. Китаев М.)
- 1975 — «Там где сказки, там где чудеса» (латыш. "Kas kuram blēņas, kas kuram pasakas") Иманта Зиедониса — (реж. Витолиньш Я.; сцен. Фрейбергс А.; комп. Стабулниекс У.)
- 1975 — «Белые флаги» (латыш. "Baltie karogi") Нодара Думбадзе — (реж. Чхаидзе Т. (Грузия); сцен. Чавчавадзе М. (Грузия))
- 1975 — «Приключения Буратино в стране дураков» (латыш. "Buratīno piedzīvojumi Muļķu zemē") (курсовая работа студентов 4 курса консерватории) — (реж. Дейч Ф.; сцен. Фрейбергс А.)
- 1975 — «Четыре капли» (латыш. "Četri pilieni") Виктора Розова — (реж. Дейч Ф.; сцен. Фрейбергс А.)
- 1976 — «Дни портных в Силмачах» (латыш. "Skroderdienas Silmačos") Рудольфа Блауманиса (представление студентов 4 курса консерватории) — (реж. Баумане Л.)
- 1976 — «Ночь после выпуска» (латыш. "Nakts pēc izlaiduma") Владимира Тендрякова — (реж. Селигин А. (Москва); сцен. Орлов А.)
- 1976 — «Абажур от фонарика» (латыш. "Vejlukturis abažūrā") Гунара Приеде (представление студентов 4 курса консерватории) — (реж. Шапиро А.; сцен. Фрейбергс А.)
- 1976 — «Питер Пэн» (латыш. "Pīters Pens") Джеймса Барри — (реж. Хомский П.; сцен. Китаев М.)
- 1976 — «Золотой конь» (латыш. "Zelta zirgs") Райниса — (реж. Шапиро А.; сцен. Фрейбергс А.)
- 1977 — «Розовый слон» (латыш. "Rozā zilonis") Миервалдиса Бирзе — (реж. Пуцитис У.; сцен. Фрейбергс А.)
- 1977 — «История одного покушения» (латыш. "Stāsts par kādu atentātu") Семёна Лунгина и Ильи Нусинова — (реж. Шапиро А.; сцен. Фрейбергс А.)
- 1977 — «Рассказы о священниках» (латыш. "Stāsti par mācītājiem") Андрея Упита — (реж. Баумане Л.; сцен. Фрейбергс А.)
- 1977 — «Малыш и Карлсон, который живёт на крыше» (латыш. "Brālītis un Karlsons, kas dzīvo uz jumta") Астрид Линдгрен — (реж. Шейко Н.)
- 1978 — «Пареньки села Замшелого» (латыш. "Sūņu ciema zēni") Андрея Упита — (реж. Пуцитис У.; сцен. Фрейбергс А.)
- 1978 — «Капля солнечной росы» (латыш. "Saule rasas pilienā") Яниса Яунсудрабиня — (реж. Баумане Л.; сцен. Раге Л.)
- 1978 — «Бастард» (латыш. "Bastards") Петериса Петерсона — (реж. Петерсонс П.; сцен. Блумбергс И.)
- 1979 — «Много шума из ничего» (латыш. "Liela brēka, maza vilna") Уильяма Шекспира (представление студентов режиссёрского факультета консерватории) — (реж. Бирковс А., Брикманис У; сцен. Фрейбергс А.)
- 1979 — «Пер Гюнт» (латыш. "Pērs Gints") Генрика Ибсена — (реж. Шапиро А.; сцен. Блумбергс И.)

### русская труппа
- 1970 — «Пеппи Длинныйчулок» Астрид Линдгрен Семёна Лунгина — (реж. реж. Дейч Ф. и Огнянова Ю.(Болгария); сцен. Рожлапа Д.)
- 1970 — «Город на заре» Алексея Арбузова — (реж. Шапиро А.; сцен. Китаев М.)
- 1970 — «Девочка и апрель» Тамары Ян — (реж. реж. Дейч Ф.; сцен. Рожлапа Д.)
- 1971 — «Чукоккала» по произведениям Корнея Чуковского — (реж. Шапиро А.; сцен. Китаев М.)
- 1971 — «Старший сын» Александра Вампилова — (реж. Шейко Н.; сцен. Китаев М.)
- 1971 — «Зелёная птичка» Карло Гоцци — (реж. Шейко Н.; сцен. Рожлапа Д.)
- 1971 — «Молодость театра» А.Гладкова — (реж. Шейко Н.; сцен. Фрейберг А.)
- 1971 — «Винни Пух и его друзья» Алана Милна — (реж. Шейко Н.; сцен. Китаев М.)
- 1972 — «Валентин и Валентина» Михаила Рощина — (реж. Бируля А.; сцен. Бируля И.)
- 1972 — «Дождь лил как из ведра» Александра Хмелика — (реж. Шапиро А.; сцен. Китаев М.)
- 1972 — «Человек похожий на самого себя» Зиновия Паперного — в фойе театра (реж. Шапиро А.; сцен. Китаев М.)
- 1973 — «Брат Алёша» по роману Фёдора Достоевского Виктора Розова — (реж. Шапиро А.; сцен. Китаев М.)
- 1973 — «Огонь за пазухой» Григория Кановича — (реж. Андреев А; сцен. Полищук Е.)
- 1973 — «Новые похождения Карлсона» Астрид Линдгрен — (реж. Шейко Н.; сцен. Рожлапа Д.)
- 1973 — «Ситуация» Виктора Розова — (реж. Андреев А; сцен. Китаев М.)
- 1974 — «Бумбараш» по ранним произведениям Аркадия Гайдара Евгения Митько, Ю. Михайлова и Владимира Дашкевича — (реж. Шапиро А.; сцен. Орлов А.)
- 1974 — «Разные напевы» З.Халафяна — (реж. Дехтярь О.; сцен. Фрейберг А.)
- 1974 — «Четыре капли» Виктора Розова — (реж. Шапиро А. и Дейч Ф.; сцен. Фрейберг А.)
- 1975 — «Человек из Музея человека» спектакль Риты Райт-Ковалёвой о Борисе Вильде — (реж. Шапиро А.; сцен. Фрейберг А.)
- 1975 — «За всё хорошее — смерть» Максуда Ибрагимбекова — (реж. Дехтярь О.; сцен. Фрейберг А.)
- 1975 — «Приключения Буратино в Стране Дураков» по сказке Алексея Толстого — (реж. Шапиро А.; сцен. Фрейберг А.)
- 1976 — «Ночь после выпуска» Владимира Тендрякова — (реж. Шапиро А.; сцен. Орлов А.)
- 1976 — «Нина» Андрея Кутерницкого — (реж. Дейч Ф.; сцен. Орлов А.)
- 1976 — «Прощание в июне» Александра Вампилова — (реж. Яновская Г.; сцен. Коженкова А.)
- 1977 — «Ромео и Джульетта» Уильяма Шекспира — (реж. Шапиро А.; сцен. Фрейберг А.)
- 1977 — «Сказки Пушкина» — (реж. Шапиро А.; сцен. Китаев М. и Орлов А.)
- 1977 — «Мерси, или Похождение Шипова» Булат Окуджава — (реж. Левитин М.; сцен. Фрейберг А.)
- 1977 — «Малыш и Карлсон, который живёт на крыше» Астрид Линдгрен — (реж. Шейко Н.; сцен. Рожлапа Д.)
- 1978 — «Моя любовь Электра» Л. Дюрко — (реж. Дейч Ф.; сцен. Орлов А.)
- 1978 — «Остановите Малахова!» Валерия Аграновского — (реж. Шапиро А. и Дейч Ф.; сцен. Орлов А.)
- 1978 — «Жестокие игры» Алексея Арбузова — (реж. Шапиро А.; сцен. Фрейберг А.)
- 1978 — «Золушка» по пьесе Евгения Шварца на основе сказки Шарля Перро — (реж. Дейч Ф.; сцен. Орлов А.)
- 1979 — «История одного покушения» Семёна Лунгина и Ильи Нусинова — (реж. Шапиро А.; сцен. Фрейберг А.)
- 1979 — «Записки сумасшедшего» Николая Гоголя — (реж. Дейч Ф.; сцен. Орлов А.)
- 1979 — «…с весною я вернусь к тебе» (пьеса по письмам Островского и по роману «Как закалялась сталь») Алексея Казанцева — (реж. Казанцев А.; сцен. Сомова И.)
- 1979 — «Родительская суббота» А.Яковлева — (реж. Дейч Ф.; сцен. Орлов А.)

## 1980—1989

### латышская труппа
- 1980 — «Первый бал Вики» (латыш. "Vikas pirmā balle") Гунара Приеде — (реж. Брикманис У.; сцен. Орлов А.)
- 1980 — «Весна» (латыш. "Pavasaris") Оскара Лутса — (реж. Микивер М. (Таллинн); сцен. Унт А. (Таллинн))
- 1980 — «Глазами тех дней» (латыш. "Tās dienas acīm") Ояра Вациетиса — (реж. Пуцитис У.; сцен. Фрейбергс А.)
- 1980 — «Глазами тех дней» (латыш. "Sofijas nolaupīšana") Визмы Белшевицы (по рассказу Хью Лофтинга) — (реж. Шейко Н.; сцен. Фрейбергс А.)
- 1980 — «Разговор в семействе Штейн об отсутствующем господине фон Гёте» (латыш. "Saruna Šteinu namā par klātneesošo fon Gētes kungu") Петера Хакса — (реж. Петерсонс П.; сцен. Блумбергс И.)
- 1981 — «Летят журавли» (латыш. "Lido dzērves") по пьесе Виктора Розова «Вечно живые» — (реж. Шапиро А.; сцен. Фрейбергс А.)
- 1981 — «Вдаль идущие» (латыш. "Tālē gājēji") (Поэтическая драма по работам латвийских революционных романтиков в драматургии Р. Грабовского) — (реж. Грабовский Р.; сцен. Фрейбергс А.)
- 1981 — «Ожидание праздника» (латыш. "Gaidīšanas svētki") Паула Путниньша — (реж. Шапиро А.; сцен. Фрейбергс А.)
- 1982 — «Маугли» (латыш. "Mauglis") по мотивам «Книги джунглей» Киплинга — (реж. Бирковс А.; сцен. Ковальчук В.)
- 1983 — «Разъярённый червь» (латыш. "Saniknotā slieka") Гунара Приеде — (реж. Шапиро А.; сцен. Фрейбергс А.)
- 1983 — «Дети Стабурага» (латыш. "Staburaga bērni") Валдиса — (композицию сцены создавала Вера Сингаевская, как постановку своего 60-летия)
- 1983 — «Сотворившая чудо» (латыш. "Kas brīnumu rada") Уильяма Гибсона — (реж. Брикманис У.; сцен. Ковальчук В.)
- 1983 — «Полна Мары комнатка» (латыш. "Pilna Māras istabiņa") Мары Залите — (реж. Петерсонс П.; сцен. Блумбергс И.)
- 1983 — композиция по произведениям (латыш. "...bez glazē cimdiem") Рудольфа Блауманиса — (реж. Баумане Л.)
- 1984 — «Лес» (латыш. "Mežs") А. Н. Островского — (реж. Шапиро А.; сцен. Бархин С. (Москва))
- 1984 — «Собака и кот» (латыш. "Suns un kaķe") Райниса — (реж. Брикманис У.; сцен. Ковальчук В.)
- 1985 — «Центрифуга» (латыш. "Centrifūga") Гунара Приеде — (реж. Шапиро А.; сцен. Фрейбергс А.)
- 1985 — «Цыганочка Рингла» (латыш. "Cigānmeitēns Ringla") Эрика Адамсона — (реж. Брикманис У.; сцен. Ковальчук В.)
- 1985 — «И всё-таки она вертится или Гуманоид в небо мчится» (латыш. "Un tomēr viņa griežas jeb Humanoīds traucas debesīs") Александра Хмелика (дипломная работа студентов) — (реж. Шапиро А.; сцен. Орлов А.)
- 1985 — «Страх и отчаяние в Третьей империи» (латыш. "Trešās impērijas bailes un posts") Бертольда Брехта (дипломная работа студентов консерватории) — (реж. Шапиро А.)
- 1985 — «Дракон» (латыш. "Pūķis") Евгения Шварца — (реж. Бирковс А.; сцен. Фрейбергс А.)
- 1986 — «В своей тарелке» (латыш. "Es savos zābakos") Паула Путниньша — (реж. Брикманис У.; сцен. Ковальчук В.)
- 1986 — «Заснеженные горы» (латыш. "Sniegotie kalni") Гунара Приеде — (реж. Шапиро А.; сцен. Фрейбергс А.)
- 1986 — «версии… версии» (латыш. "versijas... versijas") индивидуальная программа группы актёров
- 1986 — «Цветочки» (латыш. "Ziediņi") Лелды Стумбры — (реж. Бирковс А.; сцен. Фрейбергс А.)
- 1987 — «Маленький пастушок» (латыш. "Mazais ganiņš") Алберта Кроненберга — (реж. Брикманис У.; сцен. Ковальчук В.)
- 1987 — «Андромаха» (латыш. "Andromahe") Жана Расина — (реж. Петерсонс П.; сцен. Фрейбергс А.)
- 1988 — «Ларсоны и Карлсоны» (латыш. "Larsoni un Karlsoni") Яна Экхольма — (реж. Бирковс А.; сцен. Ковальчук В.)
- 1988 — «Запах грибов» (латыш. "Smaržo sēnes") Гунара Приеде — (реж. Кродерс О.; сцен. Фрейбергс А.)
- 1988 — «Живая вода» (латыш. "Dzīvais ūdens") Мары Залите — (реж. Шапиро А.; сцен. Фрейбергс А.)
- 1989 — «Республика Вороньей улицы» (латыш. "Vārnu ielas republika") Яниса Гризиня — (реж. Луриньш В.; сцен. Скулме М.)
- 1989 — «Освободимся уже вечером» (латыш. "Atbrīvosimies jau šovakar") Андриса Якубана — (реж. Шапиро А.; сцен. Фрейбергс А.)

### русская труппа
- 1980 — «Похищение Софии» Визмы Белшевицы — (реж. Биркавс А.; сцен. Фрейберг А.)
- 1980 — «Принц Гомбургский» Генриха фон Клейста — (реж. Шапиро А.; сцен. Фрейберг А. и Орлов А.)
- 1980 — «А всё таки она вертится? Или Гуманоид в небе мчится.» Александра Хмелика — (реж. Шапиро А. и Дейч Ф.; сцен. Орлов А.)
- 1981 — «Похищение Софии» Визмы Белшевицы — (реж. Биркавс А.; сцен. Фрейберг А.)
- 1981 — «Бумбараш» по ранним произведениям Аркадия Гайдара Евгения Митько, Ю. Михайлова и Владимира Дашкевича — (реж. Шапиро А.; сцен. Орлов А.)
- 1981 — «Любовь» Людмилы Петрушевской — (реж. Дейч Ф.; сцен. Орлов А.)
- 1982 — «Леший» А. П. Чехова — (реж. Шапиро А.; сцен. Китаев М. и Фрейберг А.)
- 1982 — «Маугли» Л. Стумбре и У. Берзиньша по Книге джунглей Редьяра Киплинга — (реж. Биркавс А.; сцен. Ковальчук В.)
- 1982 — «Победительница» Алексея Арбузова — (реж. Шапиро А.; сцен. Фрейберг А.)
- 1982 — «Приключения Буратино в Стране Дураков» по сказке Алексея Толстого — (реж. Дейч Ф.; сцен. Фрейберг А.)
- 1983 — «Дорогая Елена Сергеевна» по сказке Людмилы Разумовской — (реж. Арье М. (Москва); сцен. Крымов Д. (Москва))
- 1983 — «Собака Диоген» Думитро Соломона — (реж. Дейч Ф.; сцен. Ковальчук В.)
- 1983 — «Рваный плащ» Сема Бенелли (драматургия Д. Самойлова) — (реж. Шапиро А.; сцен. Фрейберг А.)
- 1984 — «Снежная королева» по пьесе Евгения Шварца — (реж. Дейч Ф.; сцен. Ковальчук В.)
- 1984 — «Крестики — нолики» Александра Червинского — (реж. Шапиро А.; асс.реж. Юдин С.; сцен. Фрейберг А.)
- 1985 — «Приключения Буратино в Стране Дураков» по сказке Алексея Толстого — (реж. Дейч Ф.; сцен. Фрейберг А.)
- 1985 — «Том Сойер» по роману Марка Твена — (реж. Дейч Ф.; сцен. Ковальчук В.)
- 1985 — «Чукоккала» по произведениям Корнея Чуковского — (реж. Шапиро А.; сцен. Китаев М.)
- 1986 — «Завтра была война» по повести Бориса Васильева — (реж. Шапиро А.; асс.реж. Дейч Ф.; сцен. Китаев М.)
- 1986 — «Гекльберри Финн» по роману Марка Твена — (реж. Дейч Ф.; сцен. Ковальчук В.)
- 1986 — «Осенняя пора мальчишек» свободные вариации по темам Марка Твена Б.Сабата — (реж. Дейч Ф.; сцен. Ковальчук В.)
- 1987 — «Вариации на тему феи Драже» А.Кутерницкого — (реж. Васильев А.; сцен. Ковальчук В.)
- 1987 — «Кошкин дом» Самуила Маршака — (реж. Дейч Ф.; сцен. Ковальчук В.)
- 1987 — «Дорогая Елена Сергеевна» по сказке Людмилы Разумовской — (реж. Арье М. (Москва); сцен. Крымов Д. (Москва))
- 1988 — «Изобретение вальса» Владимира Набокова — (реж. Шапиро А.; сцен. Ковальчук В.)
- 1988 — «Тряпичная кукла» Уильяма Гибсона — (реж. Дейч Ф.; сцен. Орлов А.)
- 1988 — «Великий Будда помоги им» Алексея Казанцева — (реж. Али-Хусейн М.(Москва); сцен. Лисянскис А. и Хариков Ю.(Москва))
- 1989 — «Эдмунд Кин» по мотивам работ А.Дюма Владимира Рецептера — (реж. Шапиро А.; сцен. Лисянскис А. и Китаев М.)
- 1989 — «Винни Пух и все, все, все…» по произведениям Алана Милна — (реж. Дейч Ф.; сцен. Новиков И.)

## 1990—1992

### латышская труппа
- 1990 — «Юбилейный год» (латыш. "Jubilejas gads") Юриса Звиргздиня — (реж. Шапиро А.; сцен. Фрейбергс А.)
- 1990 — «Белый лебедь» (латыш. "Gulbjbaltīte") Юхана Стриндберга — (реж. Гейкин А.; сцен. Ковальчук В.)
- 1991 — «Дни портных в Силмачах» (латыш. "Skroderdienas Silmačos") Рудольфа Блауманиса (восст.) — (реж. Плепис Р., Скрастиньш Г., Шапиро А.; сцен. Фрейбергс А.)
- 1991 — «Гадкий утёнок» (латыш. "Neglītais pīlēns") (по мотивам сказки Ханса Кристиана Андерсена) — (реж. Шапиро А.; сцен. Фрейбергс А.)
- 1991 — «Тряпичная кукла Реггеди Энн» (латыш. "Lupatu Anna") Уильяма Гибсона — (творческая бригада из Севастополя: реж. Мархолия Р.; сцен. Нирода И.)
- 1992 — «Разве это возможно?» (латыш. "Vai tas var būt?") — (музыкальная постановка для детей.)

### русская труппа
- 1990 — «Синее чудовище» Карло Гоцци — (реж. Митин С.; сцен. Фрейберг А.)
- 1990 — «Dzīves ainas ar pīppauzi» Людмилы Петрушевской — (реж. Дейч Ф.; сцен. Ковальчук В.)
- 1990 — «Новые похождения Карлсона» Астрид Линдгрен — (творческая группа из Таллина)
- 1991 — «Демократия!» по произведениям Иосифа Бродского — (реж. Шапиро А.; сцен. Ковальчук В.)
- 1991 — «Кьоджинские перепалки» Карло Гольдони — (реж. Митин С. (Москва); сцен. Фрейберг А.)
- 1991 — «Анданте в тёмной комнате» Людмилы Петрушевской — (реж. Дейч Ф.; сцен. Ковальчук В.)
- 1991 — «Датская история» Адольфа Шапиро по сказке Ханса Кристиана Андерсена — (реж. Шапиро А.; сцен. Фрейберг А.)
- 1991 — «Сказки для детей изрядного возраста» Михаила Салтыкова-Щедрина — (реж. Дейч Ф.)
- 1991 — «Дом Маршака» по произведениям Маршака — (реж. Юдин С.; сцен. Фрейберг А.)
- 1992 — «Последние дни» сценарий по документам и Пушкинским стихам — (реж. Дейч Ф.)
- 1992 — «Удивительный мир театра» Марселя Митуа и Ги Фуаси — (реж. Дейч Ф.)
- 27 июня 1992 года — «Кольцо и роза» Натальи Скороход по мотивам сказки Уильяма Теккерея и цитатам Уильяма Шекспира — (реж. Праудиньш А. (Москва); сцен. Швец Т.) — это была одновременно премьера и прощальный спектакль театральной труппы, сыгранный единственный раз. После этого спектакля занавес рижского ТЮЗа под звуки Тарантеллы был опущен навсегда.